# Emilija Kokić
Emilija Kokić es una popular cantante croata nacida en la ciudad de Zadar, por aquel entonces parte de Yugoslavia, el 10 de mayo de 1968. Ganó para Yugoslavia el Festival de la Canción de Eurovisión 1989 como solista de la banda Riva con el tema Rock Me, en la ciudad suiza de Lausana.
El grupo Riva se separó en 1991, y desde entonces Emilija ha continuado su carrera en solitario. Ha participado en el festival Dora, cuyo ganador representa a Croacia en Eurovision. Obtuvo el sexto puesto en el Dora 2008.
En el Dora 2011 fue parte del jurado e interpretó Rock Me.

## Discografía
- Emilia (1994)
- 100 % Emilia (1995)
- Ostavi trag (1996)
- S moje strane svemira (1999)
- Ja sam tu (2001)
- Halo (2004)
- Čime sam te zaslužila (2008)